# Claude Legros
Pour les articles homonymes, voir Legros.
Claude Robert Lucien Legros est un acteur français né le 26 janvier 1932 à Talmontiers (Oise) et mort le 15 août 2024 à Saint-Georges-de-Didonne.

## Filmographie

### Cinéma
- 1957 : Les Gaîtés de l'escadrille de Georges Péclet
- 1968 : La Grande Lessive (!) de Jean-Pierre Mocky
- 1971 : Le Viager de Pierre Tchernia : Lucien, le facteur
- 1971 : Les grands sentiments font les bons gueuletons de Michel Berny
- 1973 : L'Insolent de Jean-Claude Roy
- 1974 : L'important c'est d'aimer d'Andrzej Żuławski
- 1974 : Les Gaspards de Pierre Tchernia
- 1975 : Les Œufs brouillés de  Joël Santoni
- 1976 : La Victoire en chantant / Noirs et blancs en couleurs de Jean-Jacques Annaud
- 1977 : Le Passé simple de Michel Drach
- 1977 : Monsieur Papa de Philippe Monnier
- 1977 : … Comme la lune de Joël Séria
- 1977 : Nous irons tous au paradis d'Yves Robert : Le chauffeur de taxi
- 1978 : Robert et Robert de Claude Lelouch
- 1978 : La Carapate de Gérard Oury
- 1978 : Coup de tête de Jean-Jacques Annaud : Le serveur de l'Hôtel
- 1978 : Ils sont grands, ces petits de Joël Santoni
- 1979 : La Gueule de l'autre de Pierre Tchernia
- 1979 : Retour en force de Jean-Marie Poiré
- 1979 : Comment passer son permis de conduire de Roger Derouillat
- 1979 : L'Homme aux chiens (Dedicatoria) de Jaime Chávarri
- 1980 : Le Cœur à l'envers de Franck Appréderis
- 1980 : Clara et les Chics Types de Jacques Monnet
- 1981 : La Nuit de Varennes d'Ettore Scola
- 1983 : Signes extérieurs de richesse de Jacques Monnet
- 1983 : Les parents ne sont pas simples cette année de Marcel Jullian
- 1987 : Il est génial papy ! de Michel Drach
- 1987 : Promis…juré ! de Jacques Monnet
- 1990 : Une époque formidable… de Gérard Jugnot
- 1992 : Une journée chez ma mère de Dominique Cheminal

### Télévision
- 1967 : Salle n° 8, épisode 4 de Robert Guez et Jean Dewever : un patient
- 1974 : Un curé de choc (26 épisodes de 13 minutes) de Philippe Arnal
- 1976 : Les Brigades du Tigre, épisode Bonnot et compagnie de Victor Vicas
- 1976 : Les Brigades du Tigre, épisode Don de Scotland Yard de Victor Vicas
- 1976 : Minichronique de René Goscinny et Jean-Marie Coldefy, épisode Les Ennemis : le serveur
- 1977 : Recherche dans l'intérêt des familles de Philippe Arnal
- 1978 : Les Brigades du Tigre, épisode Les Enfants de la Joconde de Victor Vicas : l'abbé
- 1979 : Médecins de nuit de Pierre Lary, épisode : Les Margiis (série télévisée)
- 1980 : Petit déjeuner compris - Feuilleton en 6 épisodes de 52 min - de Michel Berny : le brigadier
- 1981 : Julien Fontanes, magistrat, épisode La Dernière Haie de François Dupont-Midi
- 1982 : Le Voyageur imprudent de Pierre Tchernia

## Théâtre
- 1968 : Le Brave Soldat Chvéïk de Jaroslav Hašek, mise en scène José Valverde, Théâtre de l'Athénée-Louis-Jouvet
- 1968 : Le Brave Soldat Chvéïk de Jaroslav Hašek, mise en scène José Valverde, Théâtre Hébertot
- 1975 : Androclès et le Lion de George Bernard Shaw, mise en scène Guy Rétoré, Théâtre de l'Est parisien
- 1975 : Coquin de coq de Sean O'Casey, mise en scène Guy Rétoré, Festival d'Avignon